# Thysanomitrion gracile
Thysanomitrion gracile là một loài rêu trong họ Dicranaceae. Loài này được Hook. Arn. mô tả khoa học đầu tiên năm 1827.